# Ryūkyū-Völker

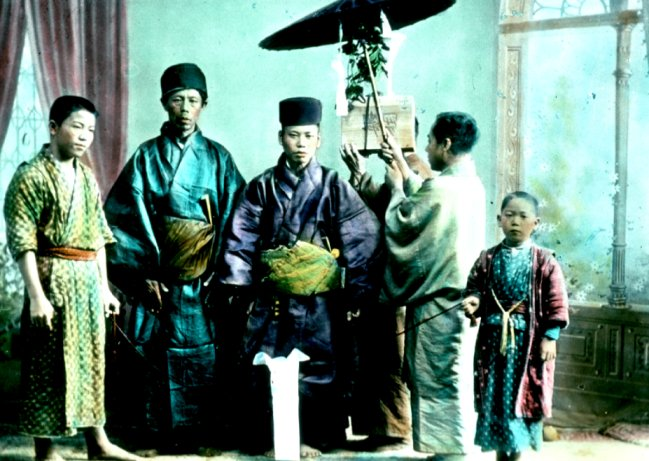
Ryūkyū-Menschen in traditioneller Kleidung

Die Ryūkyū-Völker (okinawaisch 琉球民族 Ruuchuu minzuku, japanisch 琉球民族 Ryūkyū minzoku) sind mit etwa 2 Millionen Menschen die größte Minderheit Japans. Sie siedeln im Süden Japans, auf den gesamten Ryūkyū-Inseln sowie in Teilen der Präfektur Kagoshima. Ihre insgesamt sechs Sprachen gehören wie das Japanische zur Sprachfamilie Japanisch-Ryūkyū.
Oft wird Okinawaner als Synonym benutzt, da die Insel Okinawa die größte der Ryukyu-Inselkette ist. Außerdem befand sich dort mit der Hauptstadt Naha das politische und wirtschaftliche Zentrum des Ryūkyū-Königreichs.

## Geschichte

### Herkunft
Die Herkunft der heutigen Bevölkerung der Ryūkyū-Inseln ist nicht abschließend geklärt. Skelettfunde wie Minatogawa 1 sprechen für eine erste Besiedelung der Inseln in der Jōmon-Zeit, in der auch die japanischen Inseln mutmaßlich erstmals bevölkert wurden. Genetische Untersuchungen legen nahe, dass die Ryūkyū-Völker lange genetisch isoliert waren und es nur wenig Vermischung mit den Trägern der Yayoi-Kulturen gab, die vor etwa 2000 Jahren nach Japan einwanderten und die dortige Population nachhaltig prägten.

### Königreich Ryūkyū
Die Ryūkyū-Völker bildeten das Königreich Ryūkyū, einen unabhängigen Staat, der zwischen dem 15. Jahrhundert und dem 19. Jahrhundert den Großteil der Ryūkyū-Inseln beherrschte. Die Könige von Ryūkyū vereinigten Okinawa und eroberten die Amami-Inseln in der heutigen japanischen Präfektur Kagoshima sowie die Sakishima-Inseln in der Nähe von Taiwan.

### Religion
Die indigene Religion der Ryūkyū-Menschen wird bis heute praktiziert und weist Parallelen zu und Einflüsse von anderen südost- und ostasiatischen Religionen auf, beispielsweise in der starken Betonung des Ahnenkultes, wie beim Shiimii (清明), einer Version des chinesischen Qingming-Festes. Träger der spirituellen Autorität sind im Gegensatz zum japanischen Shintō Frauen, welche als Priesterinnen (巫女 oder 祝女, nuuru) die spirituellen Zeremonien der Familien anleiten und in ihrer institutionalisierten Rolle als Hohepriesterinnen (聞得大君, Chifi-ufujin) am Hofe Shuri das höchste spirituelle Amt begleiteten. Bis heute arbeiten viele Frauen als schamanistische Seherinnen (ユタ, yuta), eine Tradition, die sich als Babaylan auch auf den Philippinen findet.
Der Buddhismus etablierte sich auf den Ryūkyū-Inseln erst als Teil Japans und existiert heute neben der indigenen Religion. Shintō-Schreine finden sich nur vereinzelt. So werden heute beispielsweise die Verstorbenen nach buddhistischem Ritus verbrannt, dann aber in einem der okinawischen Gräber beerdigt. Die Einordnung der bislang nicht zusammenhängend benannten Religion als eine Form des Shintō ist mehr der Herkunft und Denkschule der Forschungsgeschichte geschuldet als einer wissenschaftlich fundierten Diskussion.

## Einfluss auf die Geschichte Ost- und Südostasiens
Die Menschen des Königreichs Ryūkyū waren geschickte Händler und Seefahrer und hatten trotz der kleinen Größe des Königreichs einen großen Einfluss auf den Handel in Ost- und Südost-Asien. Sie trieben sowohl mit Japan, Korea und China als auch mit Vietnam, den Philippinen, Indonesien, Thailand und den Bamar-Reichen des heutigen Myanmar Handel.